# 喀麥隆航空 (2006年)
喀麥隆航空（Camair-Co）的正式名稱為喀麥隆航空公司（Cameroon Airlines Corporation），是喀麥隆的國家航空公司，該公司於2006年成立取代已破產的第一間喀麥隆航空（Cameroon Airlines）。

## 航點

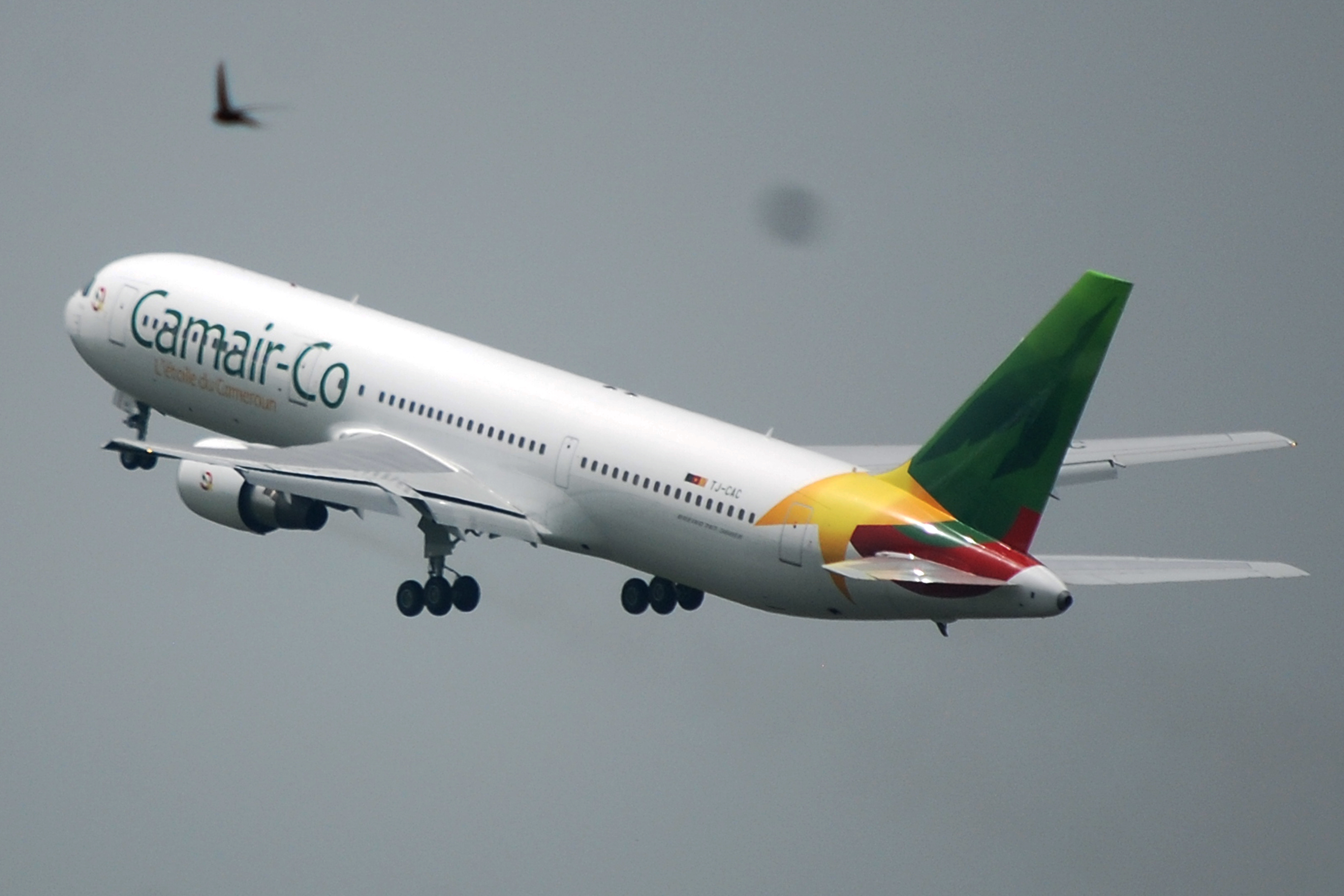
開始運營 2011年

## 停飛前機队
截至2015年4月，喀麥隆航空擁有以下飛機﹕

## 外部連結
- 官方网站